# Daron Malakian and Scars on Broadway
 Ovo je glavno značenje pojma Daron Malakian and Scars on Broadway. Za glazbeni album ovog sastava pogledajte Scars on Broadway (album).
Scars on Broadway je američko-armenski rock sastav. 

## Povijest sastava
Sastav čine članovi sastava System of a Down, Daron Malakian i John Dolmayan, a za nastupe uživo pridružuju im se Franky Perez, Danny Shamoun i Dominic Cifarelli. Prvi put su se okupili 2003., kad je Malakian s Caseyom Chaosom, Zachom Hillom i Gregom Kelsom snimio demo Ghetto Blaster Rehearsals. 
Malakian je u prosincu 2005., objavio da ponovno pokreće Scars on Broadway s basistom sastava System of a Down, Shavom Odadjianom. Međutim, umjesto njega, Malakianu se pridružio bubnjar SOAD-a, John Dolmayan.
Svoj prvi nastup uživo imali su 11. travnja 2008. u Los Angelesu, a svoj prvi studijski album, nazvan jednostavno Scars on Broadway objavili su 28. srpnja 2008.

## Diskografija

### Albumi
- 2008. Scars on Broadway
- 2018. Dictator

### Singlovi
- 2008. They Say
- 2008. World Long Gone
- 2010. Fucking
- 2018. Lives
- 2018. Dictator
- 2018. Guns Are Loaded

### Videospotovi
- 2008. They Say (redatelj: Paul Minor)
- 2008. World Long Gone (redatelj: Joel Schumacher)
- 2011. Fucking (redatelj: Greg Watermann)
- 2018. Lives (redatelj: Hayk Matevosyan)
- 2019. Guns Are Loaded (redatelj: Greg)

## Članovi sastava

### Stalni članovi
- Daron Malakian - vokal, gitara, bas-gitara, klavijature (2006.-)

### Članovi na turnejama
- John Dolmayan - bubnjevi udaraljke (2006. – 2012.)
- Franky Perez - ritam gitara, prateći vokal (2007. – 2012.)
- Danny Shamoun - klavijature, udaraljke (2006. – 2012.)
- Dominic Cifarelli - bas-gitara (2008. – 2012.)
- Jules Pampena - bubnjevi udaraljke (2012.)

## Vanjeke poveznice
- Službena stranica